# Kodeks novinara Srbije
Kodeks novinara Srbije su usvojili Nezavisno udruženje novinara Srbije i Udruženje novinara Srbije 2006. godine, a 2013. godine novinarska udruženja su dopunila Kodeks odredbama o sprečavanju korupcije i sukobu interesa.
Izvori medijskih etičkih pravila na nacionalnom nivou su etički kodeksi koje donose strukovna udruženja medijskih profesionalaca. Kodeksima se uspostavljaju merila moralnih i etičkih vrednosti, kojima se štite prava kako pojedinaca tako i pravo javnosti da bude obaveštena.
Kodeks novinara donet je kao etički standard u profesionalnom postupanju struke, te je dužnost novinara da slede profesionalne i etičke principe sadržane u Kodeksu, da poštuju pravo na obaveštenost, odnosno istinitost izveštavanja (tačno, objektivno, potpuno i blagovremeno izveštavanje o događajima od interesa za javnost), a pravo na slobodu medija podrazumeva da mediji imaju različite uređivačke koncepte, ali i obavezu pravljenja jasne razlike između činjenica, komentara, pretpostavki i nagađanja. Za primenu Kodeksa novinara Srbije pored novinara odgovorni su i urednici i izdavači.
Kodeks novinara Srbije bavi se i govorom mržnje, nalažući novinarima da urade sve što je u njihovoj moći da izbegnu diskriminaciju zasnovanu na rasi, polu, starosti, seksualnoj orijentaciji, jeziku, veri, političkom i drugom mišljenju, nacionalnom ili društvenom poreklu.

## Telo koje prati poštovanje Kodeksa novinara Srbije
Nezavisno telo koje prati poštovanje Kodeksa novinara Srbije u štampanim i onlajn medijima je Savet za štampu. On okuplja izdavače, vlasnike štampanih, onlajn medija i novinskih agencija, i profesionalne novinare. Osnovan je da bi pratio poštovanje Kodeksa novinara Srbije u štampanim i onlajn medijima, kao i u novinskim agencijama, i kako bi rešavao žalbe pojedinaca i institucija na sadržaje tih medija. 
U nadležnosti Saveta je i medijacija između oštećenih pojedinaca, odnosno institucija, i redakcija, kao i iznošenje javnih opomena za kršenje etičkih standarda utvrđenih Kodeksom novinara Srbije. Savet za štampu se bavi i edukacijom za postupanje u skladu sa Kodeksom novinara i radi na jačanju uloge medija u Srbiji. 
Savet za štampu ima Komisiju za žalbe koja odlučuje o žalbama na tekstove, fotografije i druge sadržaje štampanih medija, njihovih veb-sajtova, internet portala i novinskih agencija. Na odluku Komisije za žalbe se čeka najduže 45 dana i njen rad je besplatan. Mediji koji prihvataju nadležnost Saveta za štampu imaju obavezu da objave odluku Komisije za žalbe da su prekršili Kodeks. Medijima koji nadležnost ne prihvataju se izriče javna opomena, koju nisu u obavezi da objave.
Iako je Kodeks novinara Srbije podjednako primenjiv na sve medije, bez obzira na način njihovog plasiranja, neophodno je dati odgovarajuće tumačenje i smernice u cilju uspešne i pravilne primene profesionalnih standarda i u onlajn okruženju. 
Zato je napravljen dokument Smernice za primenu Kodeksa novinara Srbije u onlajn okruženju koji je podeljen na poglavlja koja prate strukturu Kodeksa novinara Srbije. Primenjuje se na medije i kanale komunikacije u odnosu na koje Savet za štampu u skladu sa svojim Statutom ima nadležnost, ali i na druge subjekte koji se bave novinarstvom u najširem smislu a koji su spremni da prihvate nadležnost Saveta za štampu.

## Spoljašnje veze
- Savet za štampu
- Kodeks novinara Srbije
- Smernice za primenu Kodeksa novinara Srbije u onlajn okruženju